# Budapesti 17. sz. országgyűlési egyéni választókerület
A budapesti 17. sz. országgyűlési egyéni választókerület egyike annak a 106 választókerületnek, amelyre a 2011. évi CCIII. törvény Magyarország területét felosztja, és amelyben a választópolgárok egy-egy országgyűlési képviselőt választhatnak. A választókerület nevének szabványos rövidítése: Budapest 17. OEVK. Székhelye: Budapest XXI. kerülete 

## Területe
A választókerületet az alábbiak szerint határozza meg a törvény:
1. A XXI. kerület teljes területe, amelynek határa: A Csepel-sziget északi csúcsának magasságában a Duna középvonalán halad dél felé, majd áttér a Csepel-sziget nyugati partjára a Vízművek területének (200024/2 hrsz.) északi csücskéhez, innen a parton halad Csepel és Szigetszentmiklós határáig. Itt délkeletre fordul a Vízművek határán és a 200001 hrsz.-ú földrészlet határán halad, majd északkeletre fordulva mintegy 300 métert halad a 8644/1. számú dűlőig. Itt merőlegesen keresztezi a II. Rákóczi Ferenc utat, majd délkeleti irányba halad mintegy 400 métert a szigetszentmiklósi 8644/1. számú dűlő határán, onnan a II. Rákóczi Ferenc úttal párhuzamosan a 8643. számú dűlőig, innen északi irányba halad a 8645. számú dűlő vonaláig (214408 hrsz.), ezen 400 métert halad délkeleti irányba, ezt követően merőleges irányban mintegy 50 métert haladva eléri a 8647. számú dűlőt (213225 hrsz.), ennek déli szélén halad mintegy 180 métert, majd északra fordul a 8649. számú dűlőt követve mintegy 500 métert a 8653. számú dűlőig, majd annak déli oldalán halad mintegy 280 métert, eléri a Csepeli utat (214175 hrsz.). Innen a Csepeli út keleti oldala mentén halad mintegy 700 métert, a 8654. számú dűlőt (214174 hrsz.) mintegy 100 méterre elhagyva, ezután keletre fordulva a Kavicsbányán halad, mintegy 600 métert, majd északkelet felé fordul a 8600. számú dűlő meghosszabbított vonaláig. Ezen a meghosszabbított vonalon halad északnyugat felé a 4419. számú dűlőig. A 4419. számú dűlő (213127 hrsz.) déli szélén halad az Akácfa utcáig, majd a Tihanyi utca déli oldala mentén halad a Királyerdő utcáig, aminek délkeleti szabálytalan vonala mentén éri el a Hollandi utat, a Hollandi út után 140 méterre a parttól 15 méterre a Dunában lévő elméleti pontig halad, majd a Dunában halad a Molnársziget déli határáig. A Molnársziget nyugati partvonala mentén halad észak felé, majd a sziget északi csúcsától halad tovább a Duna-ág keleti partjának vonalát követve és a Csepel-sziget északi csúcsán (Szigetcsúcson) keresztül éri el a Nagy-Duna-ág középvonalát.
2. A XXIII. kerület teljes területe, amelynek határa: A kerület határvonala a soroksári Duna-ág középvonalán Csepel–Pestszenterzsébet–Soroksár közös határpontjából kiindulva eléri a partot, a parton haladva a 184105 hrsz.-ú út északi határvonalán haladva metszi a Vízisport utcát, majd keleti irányba a 184103 és a 196600 hrsz. északi határvonalán, majd a 196605. külterületi tábla határvonalán halad a Meddőhányó utcáig. A Meddőhányó utca északi határvonalán továbbhaladva, majd délre fordulva a 184300 hrsz. északi határvonalán végighaladva a Helsinki út (184091 hrsz.) nyugati határvonalán északra fordul a Barkó utca magasságáig. Itt keresztezi az E5-ös főutat, a HÉV-pályát és a 184089 hrsz.-ú szervizutat, majd ennek keleti oldalán déli irányba halad, és a Papírgyár délnyugati sarkán északkeleti irányba fordul a 184088 hrsz.-ú telekhatáron a Lenke utcáig, majd a Bolyai János utca déli oldalán a használati magánterület és a közterület határán halad a Vágóhíd utcáig. A Vágóhíd utca nyugati oldalán a közterület és a használati magánterület határán halad az Alsó határútig, ahol a 183998/1 hrsz.-ú közterület délkeleti oldalán halad a Török utcáig. Majd a vasutat keresztezve északra fordul és eléri az erzsébeti temetőt, innen délkeleti irányban halad a temető fala mentén a Temetősorig. A temetőfal vonalán továbbhaladva a Budapest Ferencváros–Soroksár összekötő vasútvonal és a temető északi közös határpontjánál északkeleti irányban a vasút (178839 hrsz.) déli vonalán halad a Köves útig, a Köves út keleti oldalán halad a Mezsgye utcáig, a Mezsgye utcánál áttér a Köves út nyugati oldalára és így halad a Szentlőrinci útig. A Szentlőrinci út déli oldalán halad tovább a Nagykőrösi út–Méta utca kereszteződéséig, majd Pestszentlőrinccel, Pestszentimrével közös határvonalon Pestszentimre–Soroksár–Gyál közös határpontjáig. E határponttól a főváros határvonalán (ami egyben Gyál–Alsónémedi–Dunaharaszti községek határvonala is) halad tovább, a Haraszti utat keresztezve eléri a Horgászpart utat, ezt keresztezve nyugati irányban eléri a Dunát. A Dunában haladva a csepeli Királyerdő út magasságánál eléri Szigetszentmiklós–Soroksár–Csepel közös határpontját, e ponttól a határ a Duna elméleti középvonalán haladva eléri a kiindulási pontot.

## Országgyűlési képviselője
| Név                | Párt | Párt          | Terminus | Megjegyzés                                   |
| ------------------ | ---- | ------------- | -------- | -------------------------------------------- |
| Dr. Szabó Szabolcs |      | Együtt        | 2014 –   | A 2014-es országgyűlési választás eredménye: |
| Dr. Szabó Szabolcs |      | LMP/Független | 2014 –   | A 2018-as országgyűlési választás eredménye: |
| Dr. Szabó Szabolcs |      | Momentum      | 2014 –   | A 2022-es országgyűlési választás eredménye: |

## Demográfiai profilja
| Iskolai végzettség                | Iskolai végzettség               | Iskolai végzettség | Iskolai végzettség | Iskolai végzettség |
| --------------------------------- | -------------------------------- | ------------------ | ------------------ | ------------------ |
|                                   |                                  |                    |                    | fő                 |
| Általános iskolát nem végezte el  | Általános iskolát nem végezte el |                    | 876                | 876                |
| Általános iskola                  | Általános iskola                 |                    | 11961              | 11961              |
| Szakmunkás                        | Szakmunkás                       |                    | 13957              | 13957              |
| Érettségi                         | Érettségi                        |                    | 32939              | 32939              |
| Diploma                           | Diploma                          |                    | 19070              | 19070              |
| A 2022. évi népszámlálás szerint. |                                  |                    |                    |                    |

A budapesti 17. sz. választókerület lakónépessége 2022. október 1-jén 93 075 fő volt. A 2011-es és a 2022-es népszámlálás között 3135 fővel csökkent a választókerület lakosság száma. A választókerületben a korösszetétel alapján a legtöbben a középkorúak élnek 35 148 fővel, míg a legkevesebben a gyermekek 14 272 fővel. A választókerület lakosságának a 87,3%-nál van internet elérési lehetőség.
A legmagasabb befejezett iskolai végzettség szerint az érettségi végzettséggel rendelkezők élnek a legtöbben 32 939 fő, utánuk a következő nagy csoport a diplomások 19 070 fővel.
Gazdasági aktivitás szerint a lakosság több mint a fele foglalkoztatott 49 233 fő, második legjelentősebb csoport az inaktív keresők, akik főleg nyugdíjasok 20 712 fővel.
A választókerület legjelentősebb nemzetiségi csoportja a német 1384 fő, illetve a cigány 403 fő. Magyar állampolgársággal nem rendelkező külföldi állampolgárok aránya 1,5%.
Vallási összetétel szerint a választókerületben lakók legnagyobb vallása a római katolikus (16 848 fő), valamint jelentős közösség még a reformátusok (6190 fő). A vallási közösséghez nem tartozók száma szintén jelentős (15 161 fő), a választókerületben a második legnagyobb csoport a római katolikus vallás után.

## Országgyűlési választások
| Párt                                                             | Párt                      | Jelölt                 | Szavazatok | %     | ± %   |
| ---------------------------------------------------------------- | ------------------------- | ---------------------- | ---------- | ----- | ----- |
|                                                                  | Egységben Magyarországért | Dr. Szabó Szabolcs     | 24 595     | 46,49 | 11,54 |
|                                                                  | Fidesz-KDNP               | Németh Szilárd         | 22 055     | 41,69 | 4,6   |
|                                                                  | Mi Hazánk                 | Kovács Attila          | 3035       | 5,74  | Új    |
|                                                                  | MKKP                      | Csizmadia Cseke        | 1787       | 3,38  | 0,91  |
|                                                                  | MEMO                      | Koller Sándor          | 905        | 1,71  | Új    |
|                                                                  | Normális Párt             | Járó Arnoldné          | 291        | 0,55  | Új    |
|                                                                  | Munkáspárt-ISZOMM         | Pál Éva                | 238        | 0,45  | 0,09  |
| Megjelent                                                        | Megjelent                 | Megjelent              | 53 612     | 72    | 0,65  |
| Választópolgárok száma                                           | Választópolgárok száma    | Választópolgárok száma | 74 456     | 100   | 4,79  |
| Az Momentum az ellenzéki összefogás részeként tartja a körzetet. |                           |                        |            |       |       |

| Párt                         | Párt                   | Jelölt                 | Szavazatok | %     | ± %  |
| ---------------------------- | ---------------------- | ---------------------- | ---------- | ----- | ---- |
|                              | Együtt                 | Dr. Szabó Szabolcs     | 23 637     | 42,45 | 6,08 |
|                              | Fidesz-KDNP            | Németh Szilárd         | 20 653     | 37,09 | 1,59 |
|                              | Jobbik                 | Bereczki Miklós        | 8673       | 15,58 | 2,2  |
|                              | MKKP                   | Soltész Szilvia        | 1374       | 2,47  | Új   |
|                              | Munkáspárt             | Wolf József            | 303        | 0,54  | 0,54 |
|                              | Egyéb pártok           |                        | 1041       | 1,87  | 1,34 |
| Megjelent                    | Megjelent              | Megjelent              | 56 685     | 72,65 | 7,63 |
| Választópolgárok száma       | Választópolgárok száma | Választópolgárok száma | 78 029     | 100   | 1,51 |
| Az Együtt tartja a körzetet. |                        |                        |            |       |      |

| Párt                                                    | Párt                   | Jelölt                 | Szavazatok | %     |
| ------------------------------------------------------- | ---------------------- | ---------------------- | ---------- | ----- |
|                                                         | Összefogás             | Dr. Szabó Szabolcs     | 18 564     | 36,37 |
|                                                         | Fidesz-KDNP            | Németh Szilárd         | 18 120     | 35,5  |
|                                                         | Jobbik                 | Léhmann Viktor         | 9076       | 17,78 |
|                                                         | LMP                    | Tenk András            | 3076       | 6,03  |
|                                                         | Munkáspárt             | Dr. Thürmer Gyula      | 553        | 1,08  |
|                                                         | Szociáldemokraták      | Rózsa Gyula            | 165        | 0,32  |
|                                                         | Egyéb pártok           |                        | 1483       | 3,21  |
| Megjelent                                               | Megjelent              | Megjelent              | 51 505     | 65,02 |
| Választópolgárok száma                                  | Választópolgárok száma | Választópolgárok száma | 79 209     | 100   |
| Az Együtt az Összefogás részeként nyeri meg a körzetet. |                        |                        |            |       |

## Ellenzéki előválasztás – 2021
| Frakció                                  | Frakció         | Jelölő szervezetek        | Jelölt             | Szavazatok | %     |
| ---------------------------------------- | --------------- | ------------------------- | ------------------ | ---------- | ----- |
|                                          | Momentum        | Momentum, Jobbik, ÚK, MMM | Dr. Szabó Szabolcs | 5550       | 65,06 |
|                                          | MSZP            | MSZP, Párbeszéd, DK, LMP  | Komjáthi Imre      | 2979       | 34,94 |
| Összes szavazat                          | Összes szavazat | Összes szavazat           | Összes szavazat    | 8529       | 100   |
| Dr. Szabó Szabolcs nyeri meg a körzetet. |                 |                           |                    |            |       |